# 2005 GC187
2005 GC187, também escrito como 2005 GC187, é um objeto transnetuniano que está localizado no Cinturão de Kuiper, uma região do Sistema Solar. Este corpo celeste é classificado como um cubewano. Ele possui uma magnitude absoluta de 7,1 e tem um diâmetro estimado com 167 km.

## Descoberta
2005 GC187 foi descoberto no dia 10 de abril de 2005 pelo astrônomo Marc W. Buie.

## Órbita
A órbita de 2005 GC187 tem uma excentricidade de 0,130 e possui um semieixo maior de 44,348 UA. O seu periélio leva o mesmo a uma distância de 38,584 UA em relação ao Sol e seu afélio a 50,113 UA.